# Taito Ban
Taito Ban (jap. 坂 泰斗 Ban Taito; ur. 18 grudnia 1992 w prefekturze Fukuoka) – japoński seiyū, pracujący dla agencji Office Osawa. Wcześniej związany był z agencją Pro-Fit, dopóki nie zaprzestała ona działalności w 2022 roku. Znany jest między innymi z ról Ayumu Tachibany w Vazzrock the Animation, Suzaki Bana w Shinobi no Ittoki, Amane Fujimiyi w Otonari no tenshi-sama ni itsunomanika dame ningen ni sareteita ken i Sunga Jin-woo w Solo Leveling.

## Filmografia

### Seriale anime
2020
- Majutsushi Orphen hagure tabi – Hartia[3]
- Deca-Dence – Mikey[4]

2021
- 86: Eighty-Six – Tozan Sasha[5]
- Bishōnen tanteidan – Nagahiro Sakiguchi[6]

2022
- Dungeon ni deai o motomeru no wa machigatteiru darō ka IV – Luvix Lilix[7]
- Shinobi no Ittoki – Suzaku Ban[8]
- Vazzrock the Animation – Ayumu Tachibana[9]

2023
- Otonari no tenshi-sama ni itsunomanika dame ningen ni sareteita ken – Amane Fujimiya[10]
- Moja gwiazda – Kengo Morimoto
- Yakitori: Żołnierze niedoli – Akira Ihotsu[11]
- Synduality: Noir – Kurokamen[12]
- Bastard!! sezon 2 – Vai Staebe[13]
- Under Ninja – Kurō Kumogakure[14]
- Potion-danomi de ikinobimasu! – Roland[15]

2024
- Solo Leveling – Sung Jin-woo[16]
- Tensei kizoku kantei sukiru de nariagaru – Ritsu Muses[17]

### Filmy anime
2018
- Shiki oriori – Shaomin[18]

2024
- Given Hiiragi Mix – Shizusumi Yagi[19]
- Dead Dead Demon’s Dededede Destruction – Naoki Watarase[20]